# Ale Santos
Alexandre de Oliveira Silva dos Santos (Cruzeiro, 24 de septiembre de 1986), más conocido como Ale Santos, es un escritor brasileño, guionista, especialista en n narrativa sobre afrofuturismo, activista, comunicador digital, autor de ciencia ficción y fantasía afrobrasileña y consultor en gamificación.
Dos de sus libros llegaron a la final del Premio Jabuti : Rastros de resistência: histórias de luta e liberdade do povo negro (categoría Ciencias Humanas) en 2020 y O Último Ancestral (El último antepasado) en 2022. El primero también formó parte del Club de Lectura de los Objetivos de Desarrollo Sostenible (ODS) de la ONU (en la categoría de reducción de desigualdades), mientras que el último trabajo también fue finalista en los Premios CCXP 2022.
Fue citado por la revista de la Asociación de Investigación de Ciencia Ficción (SFRA) como el autor afrofuturista más popular de la nueva generación. También es columnista del portal Vice Brasil, colaborador de la revista Superinteressante y del portal The Intercept Brasil.
En 2020 ganó el Premio Sí a la Igualdad Racial en el pilar “Representatividad en nuevos formatos”. En 2022, fue elegido una de las 100 personalidades negras más influyentes de la lusofonía por la plataforma BANTUMEN.

## Biografía
Ale Santos nació en la ciudad de Cruzeiro, en el interior de São Paulo, y creció en la región conocida como Morro do Itagaçaba (o Morro da Cocada).  Empezó a escribir sus primeros cuentos a los 12 años, cuando su profesor de escuela le introdujo en los clásicos de la fantasía y la ciencia ficción.  Esto le despertó un gran interés por historias como las de Sherlock Holmes, el bárbaro Conan y los Caballeros de la Mesa Redonda. También a esa edad, el escritor vio la película cómicaJamaica Bajo Cero, cuando se identificó con el atletismo, participando en competiciones como velocista, ganando concursos estatales, hasta que, a los 18 años, dejó de practicarlo para estudiar publicidad en un colegio de Lorena (São Paulo). Esta misma película animó a Ale a identificarse como una persona negra.
Desde 2009, el escritor participa en la red social Twitter, que fue el motor que le permitió hacerse más conocido en Brasil. En junio de 2018, una serie de publicaciones en Twitter sobre la historia de Leopoldo II de Bélgica, responsable de la muerte de millones de congoleños en los siglos XIX y XX, se volvieron virales y alcanzaron millones de visitas en la red social. El éxito de esta y otras publicaciones en Twitter sobre personas negras atrajo la atención de editoriales brasileñas y motivó el lanzamiento en 2019 de su primer libro Rastros de resistencia , que se inspiró en algunas de las historias publicadas en la red social. El rapero Emicida escribió el prefacio de este libro.
También en 2019, Alê Santos publicó en la colección Todo Mundo Tem uma primeira Vez un relato titulado Cangona, basado en la canción homónima interpretada por Clementina de Jesús.
En 2021, el escritor estrenó su mayor éxito hasta la fecha: El último antepasado, que narra una historia ambientada en un  universo afrofuturista. El libro también se adaptará a un juego de rol (RPG) y a una serie de televisión producida por RT Features, empresa que produjo la película ganadora del Oscar en 2018 Call Me By Your Name.
A finales de 2023, Ale lanza el libro A Malta Indomável, que es una historia paralela al universo de su último libro El Último Ancestral y tiene influencias de las mitologías afrobrasileña, ribereña e indígena .
Junto al artista gaucho Rafael Albuquerque, que dibujó la portada de El Último Ancestral, Ale participó como guionista en la creación de un cómic de Assassin's Creed ambientado en Brasil, llamado "La Bestia ", que forma parte de la serie Assassin's Creed: Visionarios y fue lanzado en el extranjero en noviembre de 2023.
Desde 2023, reside en Belém, capital del estado de Paará, habiendo vivido anteriormente en Guaratinguetá, en el interior de São Paulo.

## Obras
- 2019 - Huellas de resistencia: historias de lucha y libertad de los negros (Panda Libros)
- 2019 - Cangona (cuento de la colección Todo Mundo tem um Primeira Vez de Editora Plataforma 21)
- 2021 - El último antepasado (HarperCollins)
- 2023 - Malta indomable (HarperCollins)
- 2023 - La Bestia (Sede de la serie Assassin's Creed: Visionaries de Lounak Comics )
- Ficciones salvajes
- Infiltrados del elenco
- afrofuturismo
- Ciencia ficción
- Afrobrasileños